# Anisodes grisea
Anisodes grisea là một loài bướm đêm trong họ Geometridae.